# Амурский радиотелецентр РТРС
Амурский областной радиотелевизионный передающий центр (филиал РТРС «Амурский ОРТПЦ») — структурное подразделение «Российской телевизионной и радиовещательной сети» (РТРС), основной оператор цифрового и аналогового эфирного телерадиовещания в Амурской области. Филиал обеспечивает эфирную трансляцию 20-ти бесплатных цифровых телеканалов в стандарте DVB-T2 для 98,36 % жителей области.
С 2010 по 2018 годы амурский филиал РТРС реализовал мероприятия по строительству в регионе цифровой эфирной телесети, предусмотренные федеральной целевой программой «Развитие телерадиовещания в Российской Федерации на 2009—2018 годы». В Амурской области установлены и запущены в эфир 56 передающих станций. Они оснащены основным и резервным комплектами оборудования для обеспечения бесперебойного вещания цифровых каналов.
В 2017 году амурский филиал РТРС стал победителем регионального этапа всероссийского конкурса «Российская организация высокой социальной эффективности» в номинациях «За развитие социального партнерства в организациях производственной сферы», «За создание и развитие рабочих мест в организациях производственной сферы».

## История

### 1930−1940-е годы
История Амурского ОРТПЦ началась в 1937 году со строительства в городе Куйбышевка-Восточная (современный город Белогорск) первой в области мощной радиостанции. 8 июня 1937 года Управление связи Дальневосточного края подписало акт приемки в эксплуатацию объекта № 124 Куйбышево-Восточный радиоцентр. С этого дня радиостанция начала регулярное вещание.
С 1931 по 1939 год построена проводная радиомагистраль Москва-Хабаровск. Магистраль прошла вдоль Транссиба. Это позволило построить мощные радиовещательные станции в Свободном, Сковородино и Благовещенске — до него сделали специальный отвод.
Во время Великой Отечественной войны развитие радиовещания замедлило темпы, но не остановилось. 1 апреля 1942 года создан Амурский радиокомитет, который начал регулярную трансляцию местных передач.

### 1950−1960-е годы
В апреле 1957 года в Райчихинске построен первый в Амурской области телецентр. Строительство велось по проекту томского аналога. Руководил строительством инженер, выпускник Томского политехнического института Юлий Дьяконов. Объект возводила инициативная группа комбината «Дальвостокуголь», в которую вошли радиолюбители города. 31 декабря жители Райчихинска увидели первую телепередачу.
В 1960 году в Благовещенске началось строительство любительского телецентра для трансляции местных телепрограмм. Первый комплект оборудования был доставлен из телецентра Райчихинска, где к тому времени установили новое. В качестве телебашни использовали пожарную каланчу электроаппаратного завода, на ней разместили передатчик.
2 марта 1962 года жители Благовещенска увидели первую телепрограмму. Она длилась 3 часа. В это время в городе было всего 15 телевизоров, стоили они недешево — до 400 рублей.
В 1963 году в Благовещенске началось строительство малого телевизионного центра 3 класса. Для этого был выделен земельный участок площадью 16 537,5 м², на котором разместили телевизионную башню высотой 180 м и здание телецентра с залом передатчиков. Телецентр оснастили оборудованием, изготовленным на красноярском и ленинградском заводах. Строительство завершилось в 1964 году. С этого времени в области началось регулярное вещание программ местного телевидения. Кроме телезрителей Благовещенска передачи могли смотреть жители восьми районов области. В последующие годы телевизионные мачты возвели в Свободном, Белогорске, Шимановске, Прогрессе и Зее.
В 1966 году введен в эксплуатацию передатчик «Дождь-2» для трансляции радиопередач «Первой программы Всесоюзного радио» и радиостанции «Маяк».
В 1968 году в районе Верхнеблаговещенска установлена приёмная станция «Орбита» для организации трансляции программ Центрального телевидения. Станцию разместили в специально построенном здании в Общественном саду Педагогического института (современный БГПУ). Ее оснастили параболической антенной, установленной на опорно-поворотном устройстве. «Орбита» принимала сигналы со спутника связи «Молния».
Опытная трансляция программ Центрального телевидения состоялась 7 ноября 1968 года. Первыми зрителями стали жители Благовещенска, Белогорска и Свободного. 24 декабря 1968 года станция «Орбита» принята в эксплуатацию.
В 1969 году началось строительство станции «Орбита» в Зее.

### 1970−1980-е годы
7 ноября 1970 года со станции «Орбита» в Зее начались пробные трансляции телепередач. Регулярное вещание программ Центрального телевидения в Зее началось в январе 1971 года. 6 мая 1971 года станция была принята в эксплуатацию.
11 ноября 1970 года для централизации управления телерадиовещанием приказом министра связи СССР № 635 и приказом начальника Амурского областного производственно-технического управления связи № 152 от 30 сентября 1970 года образована «Амурская областная радиопередающая станция» (ОРПС). 16 октября 1973 года предприятие переименовано в «Амурский областной радиотелевизионный передающий центр (Амурский ОРТПЦ)».
В 1974 году в поселке строителей БАМа Тындинском (современный город Тында) началось строительство уникальной для того времени станции «Орбита». На станции установили оборудование системы «Марс» — один из трех комплектов на весь Советский Союз. Первый из них был размещен в городе Гусь-Хрустальный в качестве контрольной приемной станции. Второй работал на корабле во время визита генерального секретаря ЦК КПСС Леонида Брежнева в Индию. Третий комплект было решено подарить строителям БАМа. 30 апреля 1975 года станция начала регулярное вещание.
В 1975 году в Зее возвели антенно-мачтовое сооружение (АМС) на высоте 454 м над уровнем моря. АМС высотой 239,7 м установили на хребте Тукурингра, недалеко от будущего места строительства Зейской ГЭС. Общая высота размещения передатчиков составила 693 метра над уровнем моря
30 сентября 1976 года в Благовещенском телецентре установили передатчик «Зона-1» для вещания программ, подготовленных Комитетом по телевидению и радиовещанию Амурского Облисполкома. С этого времени в Благовещенске и ближайших населенных пунктах велась трансляция двух телеканалов и двух радиостанций.
В октябре 1976 года заработал первый спутник серии «Экран». Телезрители Приамурья стали принимать программы Центрального телевидения с помощью системы спутниковой связи «Орбита-3». Это позволило транслировать программы с помощью маломощных передатчиков почти по всему региону, благодаря чему телевидение пришло в отдаленные районы области. В 1980—1986-х годах в 634 населенных пунктах региона установлены 147 передатчиков этой системы.
В 1976 году в Шимановске установлена самая высокая на Дальнем Востоке телевизионная мачта. Ее высота составила 266 м, охват вещанием — 28 тысяч человек.
В 1980-е годы, с вступлением в строй радиоканалов космической связи, в Амурской области началось развитие УКВ-радиовещания.
В 1982 году в южных районах области проведены радиорелейные линии, на многих передающих станциях смонтированы вторые передатчики. Благодаря этому 2-ю программу телевидения смогли принимать около 75 % владельцев телевизоров. В 1982 году местные программы стали транслировать в цвете.
В 1983 году началась трансляция второй московской программы с помощью спутниковой системы «Москва».
В 1985 году зона уверенного приема первой программы охватывала 94 % жителей области (в том числе 99,9 % городского и 81,9 % сельского). Вторую программу, состоявшую из передач Центрального и Амурского телевидения, могли смотреть 77,8 % жителей (в том числе 97,6 % городского и 64 % сельского). С каждым годом объем телевещания увеличивался. Так, в 1973 году он составлял 8 часов, в 1975 — 11,7 часов, в 1977 — 14,7 часов, в 1980 — 16,3 часов, в 1983 — 23,4 часа, а к 1987 году вещание на двух каналах достигло 26,7 часов в сутки.

### 1990—2000-е годы
26 ноября 1992 года образовано государственное предприятие связи «Амурский областной радиотелевизионный передающий центр» (ГПС «Амурский ОРТПЦ»).
3 ноября 1998 года на основании Указа Президента Российской Федерации № 511 от 8 мая 1998 года и постановления Правительства № 844 от 27 июня 1998 года предприятие реорганизовано в филиал ВГТРК «Амурский ОРТПЦ».
21 января 2002 года на основании указа Президента Российской Федерации № 1031 от 13 августа 2001 года, соответствующего распоряжения Правительства и свидетельства о государственной регистрации, «Амурский ОРТПЦ» вошел на правах филиала в состав Российской телевизионной и радиовещательной сети (РТРС).
В январе 2005 года амурский филиал РТРС заменил все ламповые телевизионные передатчики, введённые в эксплуатацию ещё в 1960-е годы, на твердотельные.Аналоговые спутниковые приёмники заменили на цифровые тюнеры типа «Scopus». Все это позволило повысить качество принимаемого телевизионного сигнала, увеличить надежность работы оборудования. Благодаря обновлению оборудования ряд маломощных ретрансляторов перевели в необслуживаемый режим. Это сократило расходы на их содержание и обслуживание.
В 2005 году в Благовещенске открыт музей, посвященный телевидению и радиосвязи.

## Деятельность
В 2009 году амурский филиал РТРС в числе первых в стране начал подготовительные работы по переходу на цифровое эфирное телевещание. 19 сентября 2009 года в Благовещенске начались первые испытания цифрового передатчика.
В 2010 году в Амурской области развернулось масштабное строительство цифровой эфирной телесети. Работы проводились в русле федеральной целевой программы «Развитие телерадиовещания в Российской Федерации на 2009—2018 годы», утвержденной постановлением Правительства Российской Федерации № 985 от 3 декабря 2009 года. Амурская область вошла в первую очередь строительства цифровой телесети. С 2010 по 2018 годы в регионе была создана цифровая эфирная телесеть из 56 передающих станций, 45 из которых были построены с «нуля».
28 декабря 2010 года в Благовещенске началось тестовое вещание программ первого мультиплекса на 34-м телевизионном канале. В зону охвата попали 250 тысяч жителей Благовещенска и близлежащих районов. В составе первого мультиплекса вещали восемь телеканалов и три радиостанции.
В 2010—2011-х годах строительство телесети шло быстрыми темпами. Передатчики первого мультиплекса включали в городах и небольших населенных пунктах.
14 июля 2011 года в поселке Кировском Зейского района установлена цифровая станция, которая вещает для 18 жителей.
К концу 2011 года амурский филиал РТРС запустил в эфир 45 цифровых станций первого мультиплекса, которые охватили вещанием более 90 % жителей региона. Дальнейшие работы по строительству сети первого мультиплекса продолжились до ноября 2016 года.
В 2011 году амурский филиал построил в Благовещенске центр кодирования и мультиплексирования (центр формирования региональных мультиплексов). Центр оборудован для организации вещания регионального контента в сетке федеральных каналов.
Осенью 2011 года в Благовещенске открыт информационно-сервисный центр (центр консультационной поддержки) по вопросам цифрового эфирного телевещания.
Вместе со строительством сети первого мультиплекса филиал вёл работы по оборудованию сети второго мультиплекса. В декабре 2012 года в Благовещенске прошли первые испытания тестового передатчика второго мультиплекса.
Масштабное строительство сети второго мультиплекса началось с 2014 года. 14 июля 2014 года введён в коммерческую эксплуатацию цифровой передатчик второго мультиплекса в Благовещенске. В тот же день десять программ второго мультиплекса стали транслировать с цифровых станций в Белогорске и Свободном. Вещанием программ второго мультиплекса стало охвачено 53,8 % жителей региона.
28 августа 2014 года амурский филиал РТРС перешел на новый стандарт цифрового эфирного телевещания — DVB-T2, утвержденный Правительством Российской Федерации.
С 2015 года амурский филиал стал развивать FM-радиовещание. Совместно с региональным партнером радиостанции «Дорожное радио» филиал начал работы по FM-радиофикации федеральной трассы «Амур». В апреле 2016 года запущены в эфир первые передатчики «Дорожного радио» в четырех населенных пунктах области, позже еще в трех.
2 июня 2016 года в Благовещенске запущено тестовое вещание радиостанции «Маяк» в FM-диапазоне. 5 октября 2016 года передатчик введен в коммерческую эксплуатацию.
В ноябре 2016 года амурский филиал РТРС, один из первых в стране, завершил строительство сети первого мультиплекса в области. Последняя 56-я станция цифрового эфирного вещания возведена в селе Придорожное Тамбовского района.
21 ноября 2016 года, во Всемирный день телевидения, амурский филиал запустил в эфир последние передатчики первого мультиплекса. Пакет каналов первого мультиплекса стал доступен 98,36 % амурчан. Старт работе сети цифрового телевещания в регионе дал губернатор Амурской области Александр Козлов.
В 2017 году на цифровой станции в селе Октябрьском Зейского района амурский филиал установил солнечную электростанцию. Солнечные батареи работают в светлое время суток и снабжают станцию электроэнергией при аварийном отключении передатчиков от основной электросети. Это обеспечивает бесперебойную работу станции и экономит до 70 тысяч рублей в год на электроэнергии. Позже аналогичную электростанцию оборудовали в селе Сергеевка Благовещенского района.
В начале 2017 года филиал начал FM-вещание радиостанции «Радио России» в Благовещенске. В последующие годы передатчики радиостанции запущены в 12-ти населенных пунктах области.
30 июня 2017 года амурский филиал РТРС начал трансляцию программ ГТРК «Амур» в составе цифровых телеканалов первого мультиплекса. Филиал попал во вторую волну регионализации цифрового эфирного телевещания. Региональные программы ГТРК «Амур» стали доступны жителям области ежедневно на цифровых телеканалах «Россия 1», «Россия 24» и радиостанции «Радио России».
В октябре 2017 года амурский филиал РТРС завершил строительство цифровой телесети второго мультиплекса в регионе. Все 56 объектов сети второго мультиплекса были оборудованы за четыре года.
21 ноября 2018 года, во Всемирный день телевидения, амурский филиал начал включать передатчики второго мультиплекса в населенных пунктах с численностью менее 50 тысяч человек. Программы второго мультиплекса стали доступны ещё 68 тысячам амурчан.
28 декабря 2018 года в поселке Ивановский Мазановского района запущен в эфир последний передатчик сети второго мультиплекса в Амурской области. Ровно через восемь лет со дня включения первого передатчика сети первого мультиплекса цифровая телесеть региона заработала полностью. Пакет каналов второго мультиплекса стал доступен 98,36 % жителей региона.
6 апреля 2019 года Амурская область присоединилась к всероссийской акции «Телеаллея». В холле Общественно-культурного центра в Благовещенске разместили 20 деревьев в специальных кадках с логотипами цифровых телеканалов. Акцию посвятили переходу 19 регионов России с аналогового на цифровое эфирное телевещание.
15 апреля 2019 года амурский филиал РТРС начал отключение аналогового вещания федеральных обязательных общедоступных телеканалов. Приамурье стало первым регионом второго этапа отключения «аналога», где завершился многолетний переход на цифровое эфирное телевидение. В течение недели в регионе отключили все аналоговые передатчики и Амурская область полностью перешла на цифровое эфирное телевещание.
Во время перехода с аналогового на цифровое эфирное телевещание во всех регионах России были подготовлены команды волонтеров. Они помогали телезрителям настраивать телевизионное оборудование для приема цифрового сигнала. В Амурской области организовали команду из 500 волонтеров, которые прошли инструктаж в амурском филиале РТРС. Команды добровольцев были сформированы в каждом муниципалитете.
С 20 по 21 апреля 2019 года «цифровой волонтер» Анастасия Вострикова помогла 71 амурчанину настроить приставки к телевизорам для приема цифрового эфирного телевидения. Результат Востриковой — более 30 подключений в день, стал лучшим среди 18 тысяч волонтеров всей России, помогавших настраивать оборудование в регионах второго этапа отключения аналогового телевещания.
25 октября 2019 года в Благовещенске запущен в эфир FM-передатчик радиостанции «Вести FM».
29 ноября 2019 года амурский филиал РТРС начал цифровую трансляцию передач телеканала «Амурское областное телевидение» в сетке ОТР. Региональные программы выходят в эфир ежедневно с 06:00 до 09:00 часов и с 17:00 до 19:00 часов по местному времени.
В 2019 году амурский филиал построил систему резервирования, охватившую все объекты цифровой сети региона. Каждая из 56 станций оснащена дополнительным комплектом приемного оборудования. Оно предназначено для использования в случае нештатной ситуации со спутниковым каналом.
В 2022 году начался монтаж архитектурно-художественной подсветки на Благовещенской телебашне. 23 декабря 2022 года состоялся ее торжественный запуск. 
В 2023 году в поселке Могот Тындинского района введена в эксплуатацию 20-метровая мачта.
в 2025 году введена в эксплуатацию архитектурно-художественная подсветка на телемачте города Свободного. 

## Организация вещания
РТРС транслирует в Амурской области:
- 20 телеканалов и три радиостанции в цифровом формате;
- 1 телеканал и шесть радиостанций в аналоговом формате.

Инфраструктура эфирного телерадиовещания амурского филиала РТРС включает:
- областной радиотелецентр;
- центр формирования мультиплексов;
- три производственных территориальных подразделения (цеха);
- семь аварийно-профилактических групп;
- 63 антенно-мачтовых сооружения;
- передающую земную станцию спутниковой связи для трансляции региональных телеканалов в сетке вещания каналов первого мультиплекса;
- 140 приемных земных станций спутниковой связи;
- 56 радиотелевизионных станций;
- 115 цифровых телевизионных передатчиков;
- один аналоговый телевизионный передатчик;
- 23 радиовещательных передатчика[144].

## Социальная ответственность
В феврале 2015 года в филиале создана первичная профсоюзная организация.

### Коллективный договор
19 марта 2020 года в РТРС заключен коллективный договор на 2020—2023 годы. В новом коллективном договоре сохранены действующие социальные льготы и гарантии для работников, в том числе более 30 социальных льгот сверх предусмотренных Трудовым кодексом РФ.

### Образование
Амурский филиал РТРС сотрудничает с учебными заведениями области. Студенты и школьники посещают телецентр с экскурсиями. Учащиеся высших учебных заведений проходят практику в подразделениях радиотелецентра, учатся обращаться с современной телерадиовещательной техникой, знакомятся с технологиями цифрового вещания.
Амурский филиал РТРС оказывает помощь в подготовке будущих специалистов Амурскому государственному университету (АмГУ). Главный инженер филиала читает лекции студентам инженерно-физического факультета, обучающимся по специальности «Физика».

## Награды
В 2009 году филиал стал победителем ежегодного корпоративного конкурса РТРС по итогам работы за 2008 год.
В 2011 году амурский филиал стал лучшим среди других филиалов РТРС в Сибири и на Дальнем Востоке в номинации корпоративного конкурса «За достижения в создании и развёртывании сетей и продвижении цифрового вещания».
В 2017 году амурский филиал РТРС стал победителем регионального этапа Всероссийского конкурса «Российская организация высокой социальной эффективности» в номинациях «За развитие социального партнерства в организациях производственной сферы» и «За создание и развитие рабочих мест в организациях производственной сферы».
В 2020 году филиал занял третье место в смотре-конкурсе на лучшую организацию работы по охране труда в Благовещенске среди организаций и предприятий города, ведущих производственную деятельность.
3 сотрудника амурского филиала  РТРС награждены медалью ордена «За заслуги перед Отечеством» II степени.
В 2024 году на Конференции регионального отделения Народного фронта в Приамурье по поручению Президента РФ специалист по охране труда был награжден нагрудным знаком "Народный фронт. Всё для Победы!".